# Chocolaterie Rosmeulen
L'ancienne chocolaterie Rosmeulen (en néerlandais : Fabriek Rosmeulen) est un immeuble industriel de style Art nouveau réalisé entre 1904 et 1909 par Florent Rosmeulen et Clément Pirnay à Nerem dans la commune de Tongres en Belgique (province du Limbourg). Elle est une des rares constructions de style Art nouveau dans cette province.

## Situation
Cet immeuble se situe à Nerem sur la Neremstraat au no 240, à proximité immédiate de l'ancienne gare de Nerem (désaffectée et démolie).

## Histoire

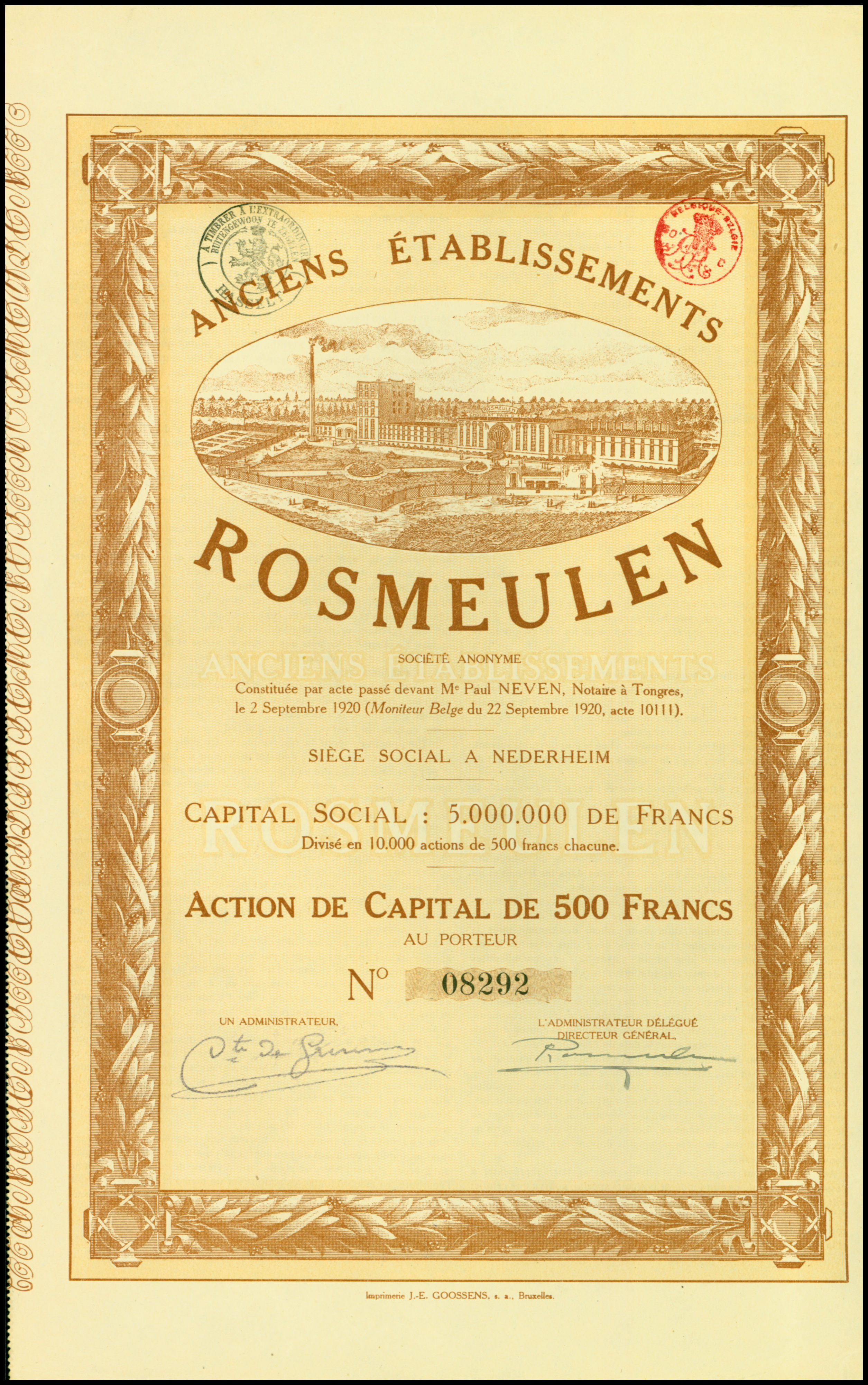
Action de l'Anciens Établissements Rosmeulen en date du 22 septembre 1922

L'usine a été fondée en 1909 par Florent Rosmeulen (1863-1943), un chocolatier verviétois mais originaire de la région. Il a dessiné lui-même les plans en collaboration avec l'architecte liégeois Clément Pirnay pour les détails techniques, la chocolaterie Rosmeulen étant l'un des premiers bâtiments en Belgique pour lequel le béton armé a été utilisé.
Au départ, c'était une chocolaterie occupant une centaine de personnes. Le 9 septembre 1920, est fondée la "S.A. des anciens Établissements Rosmeulen". La crise mondiale des années trente frappe durement l'entreprise, malgré une réorganisation en 1933, la faillite intervient en 1934. L'usine a fonctionné jusqu'en 1934 puis a été occupée par l'armée belge, les forces d'occupation allemandes et les troupes de libération américaines. En 1948, un fabricant de métiers à tisser s'est établi dans le bâtiment puis, en 1972, une fabrique d'étain et, en 1976, un centre d'art. Une partie du bâtiment est aussi transformé en lofts avec de nouvelles constructions datant du XXIe siècle.

## Description
Ce bâtiment industriel en brique rouge d'une longueur d'environ 170 m vaut surtout par son entrée monumentale représentée par une immense rosace en arc outrepassé ornée de vitraux bicolores. Cet arc outrepassé est entouré par une frise représentant un rameau végétal parsemé de fèves de cacao et menant à un écureuil, emblème de la marque Rosmeulen. Cette frise forme un arc brisé.

Le bâtiment est repris à l'inventaire du patrimoine immobilier (Inventaris onroerend erfgoed) de la ville de Tongres depuis le 5 octobre 2009.

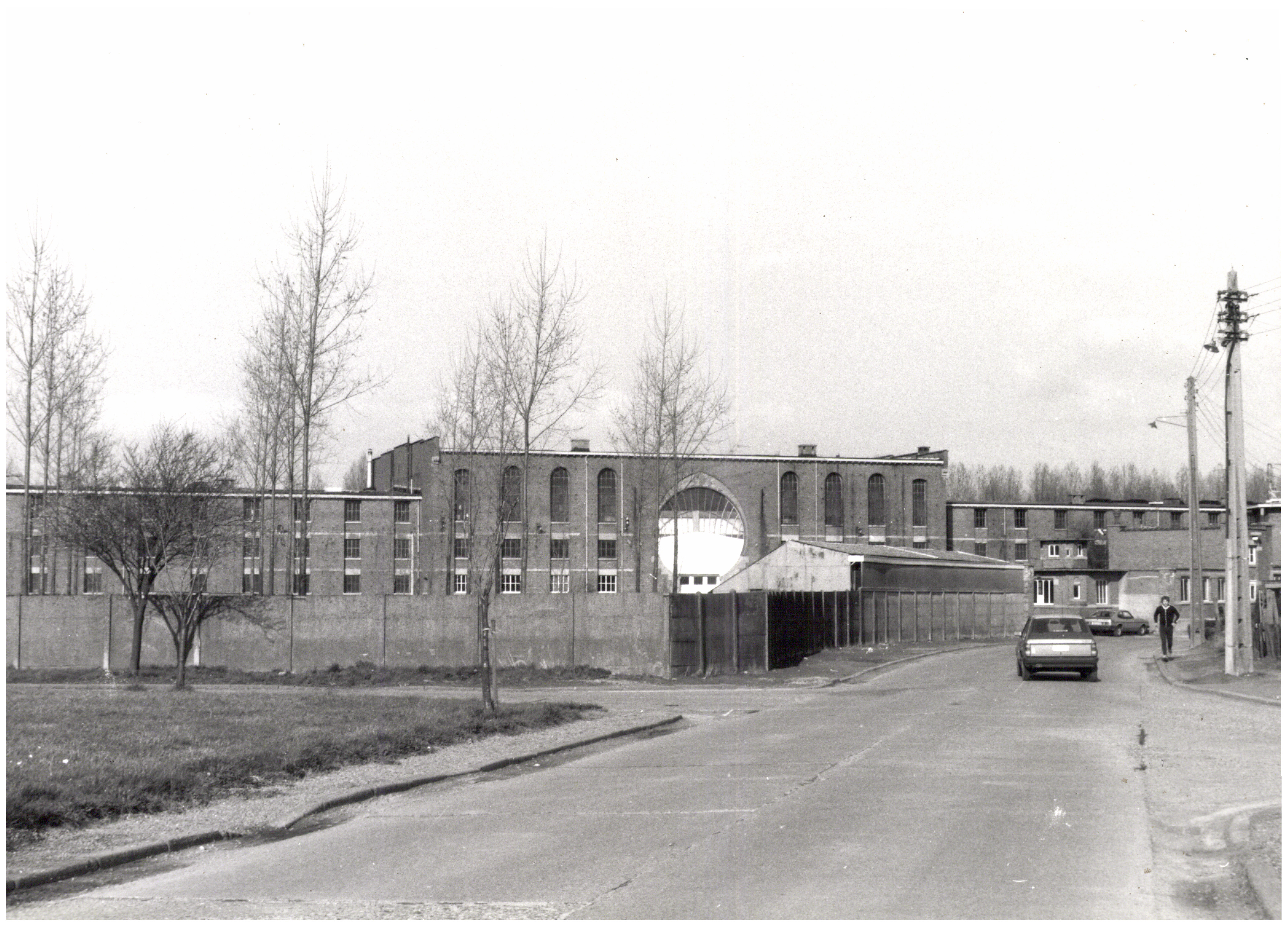
Vue d'ensemble (1980).
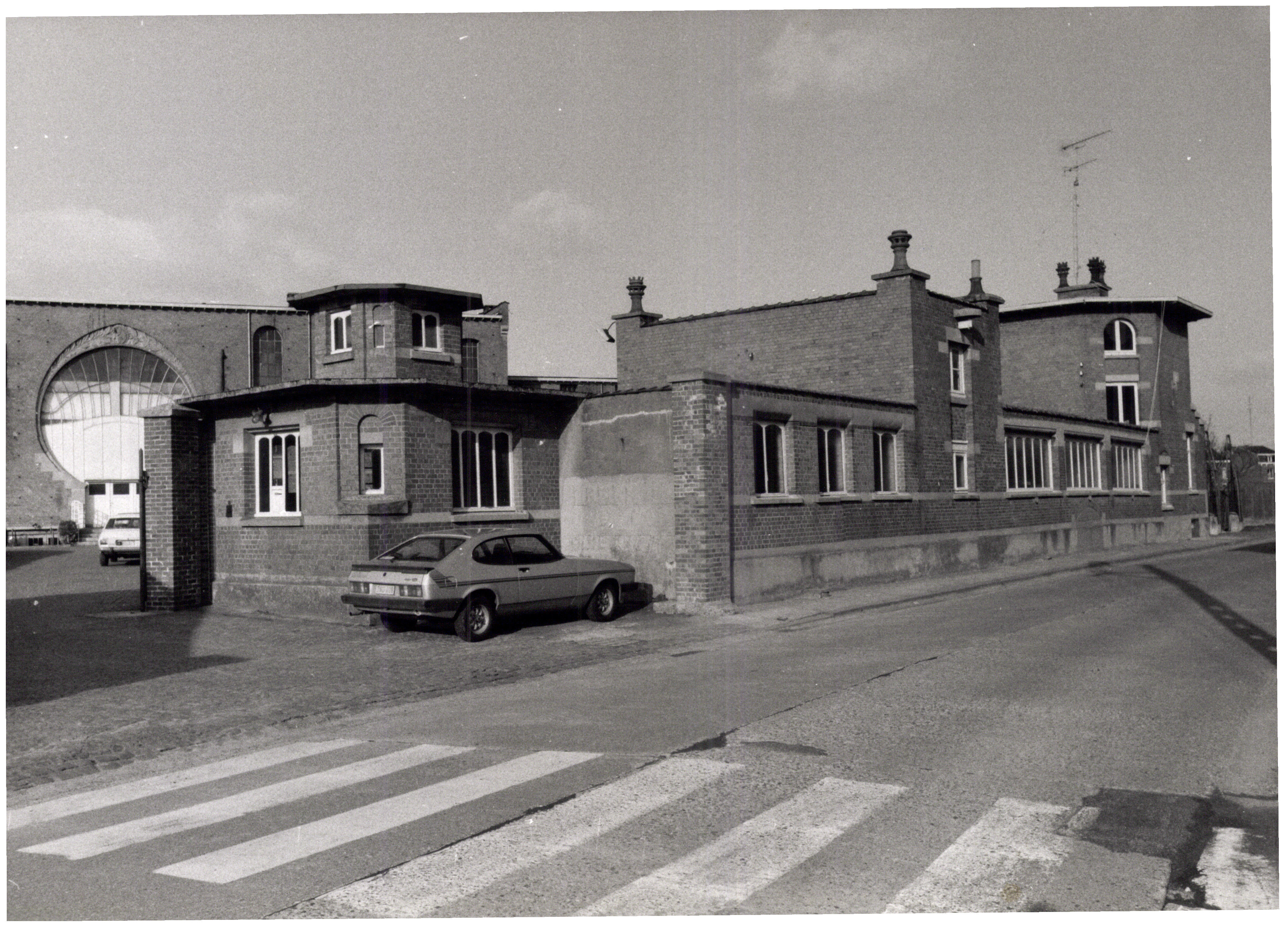
Entrée.
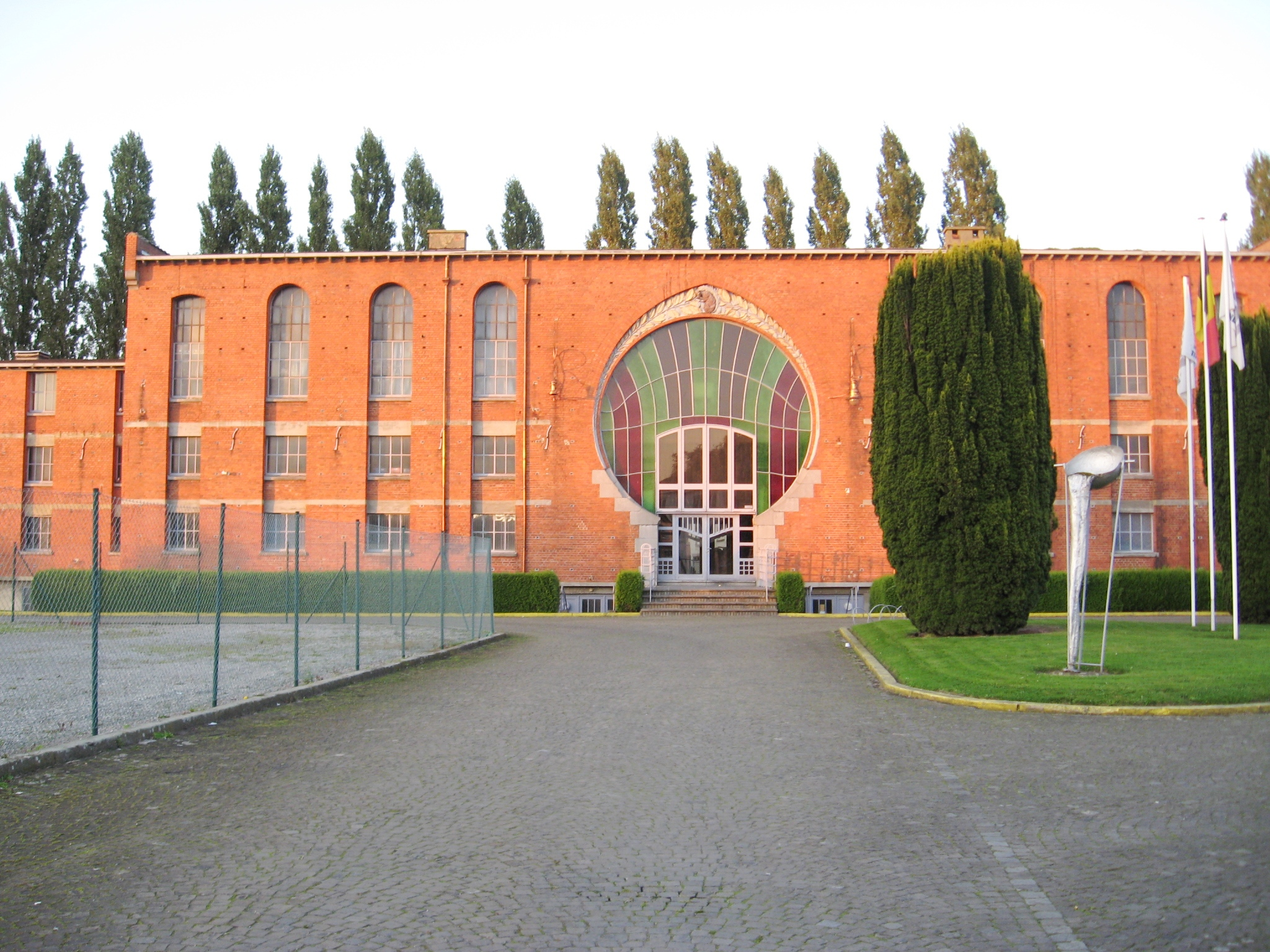
2007.
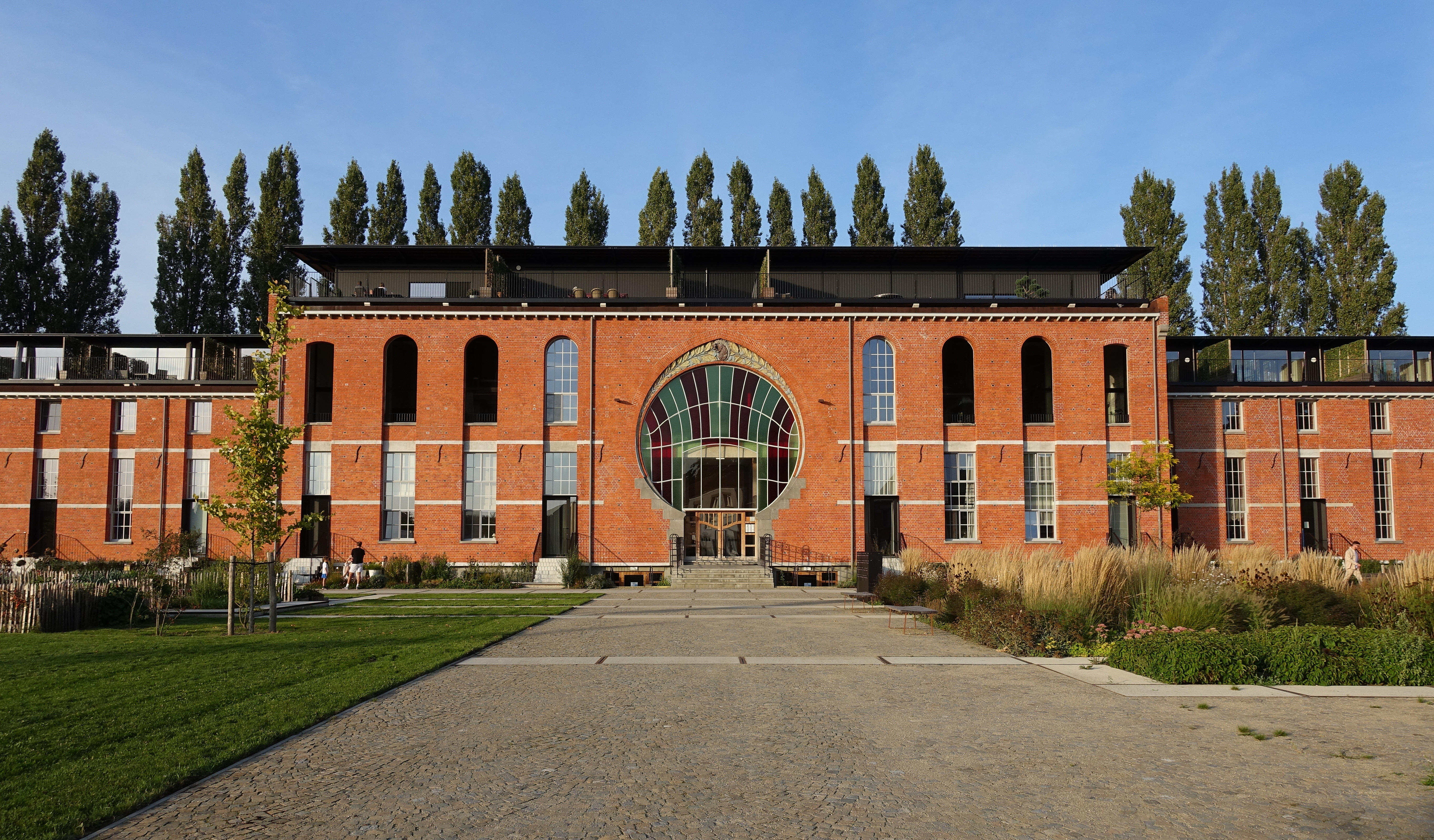
2020.
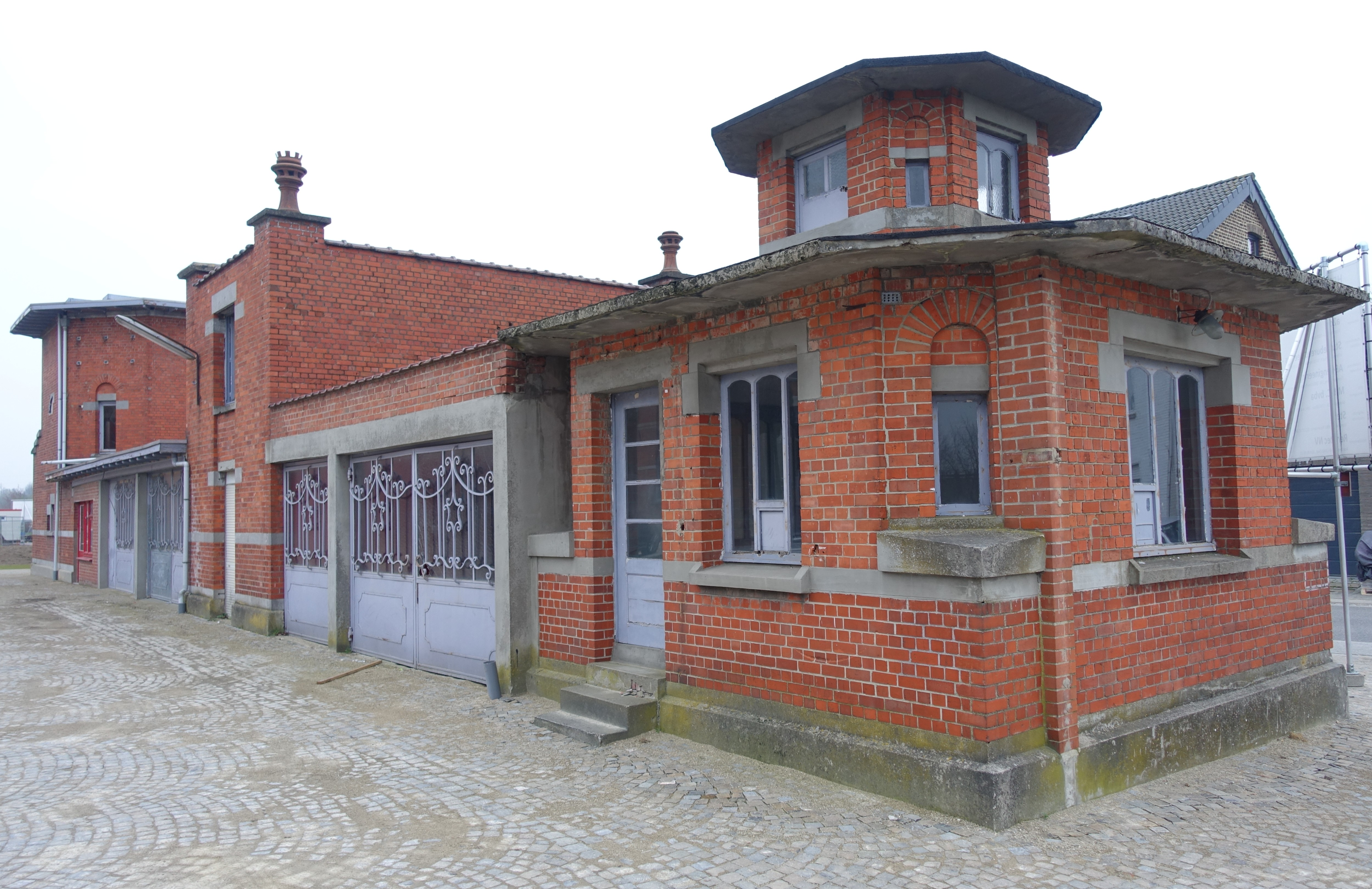
Conciergerie.
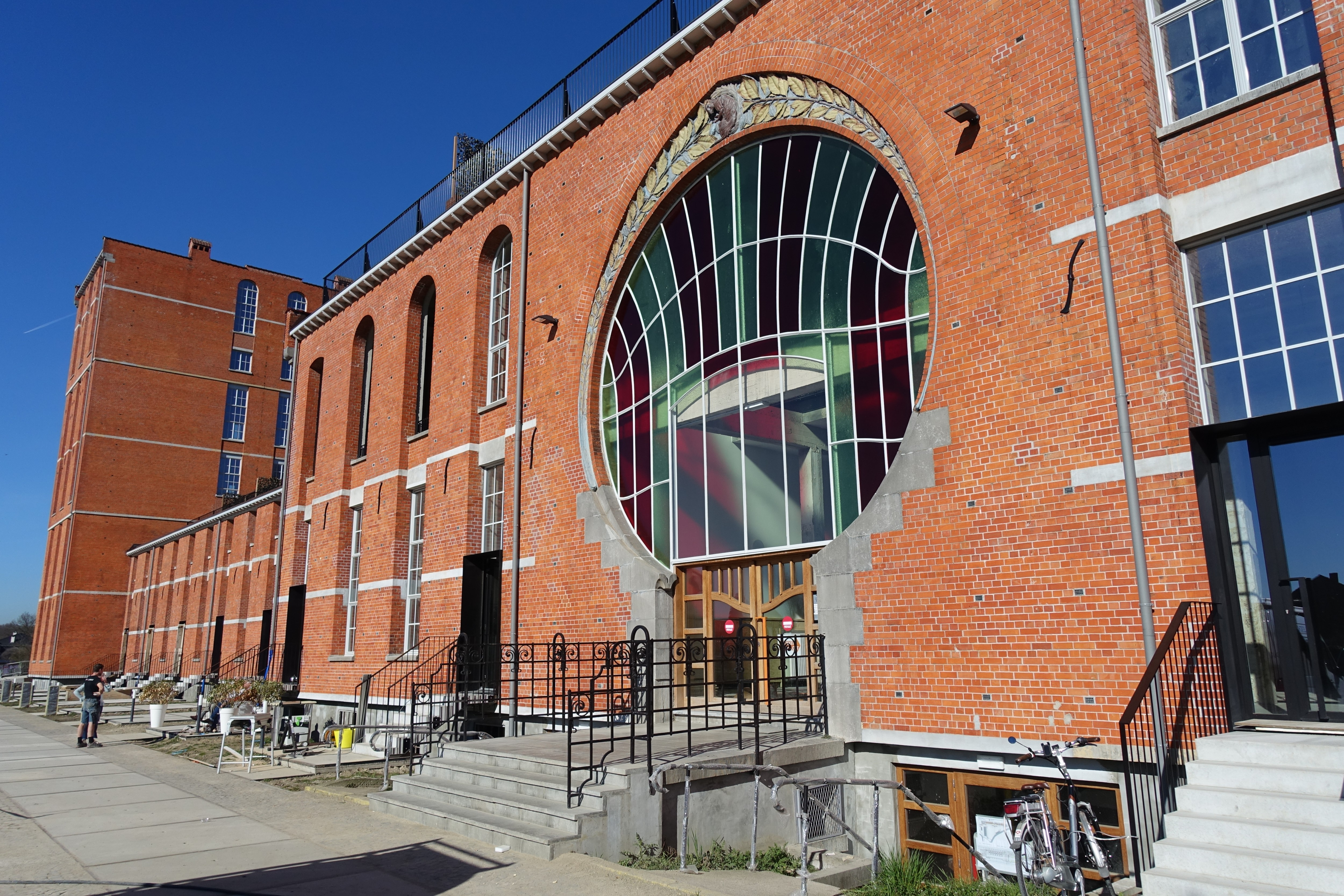
Espace culturel.

## Sources
- Sébastien Charlier, « Victor Rogister et Clément Pirnay Deux interprétations de l’enseignement de Paul Jaspar », Les Cahiers de l’Urbanisme, no 72,‎ juin 2009, p. 65 (lire en ligne)
- (nl) Schlusmans Frieda met medewerking van Vanthillo C. 1990: Inventaris van het cultuurbezit in België, Architectuur, Provincie Limburg, Arrondissement Tongeren, Kantons Riemst - Tongeren, Bouwen door de eeuwen heen in Vlaanderen 14N1, Brussel - Turnhout.